# Krister Svensson
Krister Svensson, född 20 februari 1762 i Askeryds socken, Jönköpings län, död där 15 december 1839 var en eremit bosatt i Askeryds socken.
Krister Svensson var ursprungligen dräng hos prosten Daniel Cnattingius, men drabbades vid dennes bortgång 1809 av en svår depression. Han valde att isolera sig i en grotta vid Assjön där han iordningställde ett bönetempel. Han undvek andra människor men kunde ses vandra runt Assjön vid kvällen och morgonen under det att han utropade böner över vattnet. Den ende som samtalade med Krister Svensson var prosten Samuel Johan Hedborn som under de sista åren tog hand om honom. Vid Krister Svenssons död lät Hedborn författa en dikt till hans minne.